# Molva dypterygia
A Molva dypterygia a csontos halak (Osteichthyes) főosztályának a sugarasúszójú halak (Actinopterygii) osztályába, ezen belül a tőkehalalakúak (Gadiformes) rendjébe és a Lotidae családjába tartozó faj.

## Előfordulása
A Molva dypterygia elterjedési területe a Barents-tenger délnyugati része, a Spitzbergák vizei, Grönland délkeleti partjai, Izland déli része, Új-Fundland, a Brit-szigetektől Marokkóig, és a Földközi-tenger nyugati fele.

## Megjelenése
Ez a hal legfeljebb 155 centiméter hosszú és 30 kilogramm súlyú. 88 centiméteresen számít felnőttnek. Az állkapocscsontja hosszabb, mint a felső állcsont. A tapogatószála rövidebb, mint a szemének az átmérője. Háti része szürkésbarna, oldalai fokozatosan kifehérednek.

## Életmódja
A Molva dypterygia mérsékelt övi, tengeri, fenéklakó hal, amely 150-1000 méteres mélységekben él, azonban a legtöbbször, csak 350-500 méteres mélységekben tartózkodik. Nem vándorol, és az iszapos tengerfenéket kedveli. Tápláléka rákok, lepényhalfélék, gébfélék és egyéb Lotidae-fajok.
Legfeljebb 20 évig él.

## Felhasználása
Ezt a halfajt ipari mértékben halásszák.